# Letitia Elizabeth Landon
Letitia Elizabeth Landon (Chelsea, 14 de agosto de 1802 – Cape Coast, 15 de outubro de 1838), poetisa e romancista inglesa, mais conhecida por suas iniciais L. E. L.

## Juventude
Letitia Elizabeth Landon nasceu em 14 de agosto de 1802 em Chelsea, Londres, filha de John Landon e de Catherine Jane, sobrenome de solteira Bishop. Uma criança precoce, Landon aprendeu a ler logo após dar seus primeiros passos; um vizinho inválido espalhava letras no chão e recompensava a pequena Letitia pelas leituras, e, segundo seu pai, "ela costumava trazer muitas recompensas para casa". Na idade de cinco anos, Landon começou a frequentar a escola da Sra. Rowden na Hans Place, número 22, que tinha entre as suas ex-alunas Mary Russell Mitford e Lady Caroline Lamb. A família se mudou para o interior do país em 1809, a fim de que John Landon pudesse executar um projeto de fazenda modelo, e Landon desde então foi educada em casa por sua prima Elizabeth. Elizabeth, embora mais velha, logo teve seu conhecimento e habilidades superados pelos de sua aluna: "Quando perguntava a Letitia qualquer questão relacionada ou à História, Gramática, Geografia - Vidas Paralelas de Plutarco, ou qualquer livro que estivesse lendo, eu estava bem segura de que sua resposta seria perfeitamente correta; ainda, para não transparecer que eu tinha aprendido menos do que ela, eu costumava a perguntar-lhe: 'você tem certeza disso?' ... Eu nunca soube que ela estivesse errada".

## Carreira literária
Os negócios agrícolas não deram resultado e a família retornou para Londres em 1815, onde John Landon fez amizade com William Jerdan, editor da Literary Gazette. De acordo com o comentarista do século XIX A. Thomson, Jerdan tomou conhecimento da jovem Landon quando a viu descendo a rua, "rodando um arco com uma mão e segurando um livro de poemas com a outra, o que dava a ideia do momento de agitação evolutiva por que passava". Jerdan encorajou os esforços poéticos de Landon, e seu primeiro poema foi publicado sob a simples inicial "L" na Gazette em 1820, quando Landon tinha 18 anos de idade. No ano seguinte, com o apoio financeiro de sua avó, Landon publicou um livro de poesias, The Fate of Adelaide, sob o seu nome completo. O livro teve pouca divulgação da crítica mas, vendeu bem; porém, Landon nunca recebeu qualquer dinheiro das vendas, uma vez que o editor deixou o negócio logo depois da publicação do livro. No mesmo mês em que The Fate of Adelaide foi lançado, Landon publicou dois poemas sob as iniciais "L.E.L." na Gazette; estes poemas, e as iniciais com que foram publicados, atraíram muita discussão e especulação. Como o crítico contemporâneo Samuel Laman Blanchard escreveu, as iniciais L.E.L. "rapidamente se tornaram uma assinatura de interesse mágico e curiosidade".

Edward Bulwer-Lytton escreveu que, como um jovem estudante universitário, ele e seus colegas corriam todas as tardes de sábado para o Literary Gazette, [com] uma impaciente ansiedade para ver mais uma vez se naquele canto da página estavam as três letras mágicas L.E.L. E todos nós elogiávamos os versos, e todos nós imaginávamos quem seria o autor. Logo soubemos que era uma mulher, e nossa admiração foi duplicada, e as nossas conjecturas triplicaram."

Landon atuou como chefe de revisão da Gazette enquanto continuava a escrever poesia; sua segunda coleção, The Improvisatrice, foi publicada em 1824.
O pai de Landon morreu no final daquele ano, e Landon foi forçada a usar sua escrita para sustentar a si mesma e sua família; contemporâneos viram essa necessidade, como algo prejudicial para a qualidade de seu trabalho.

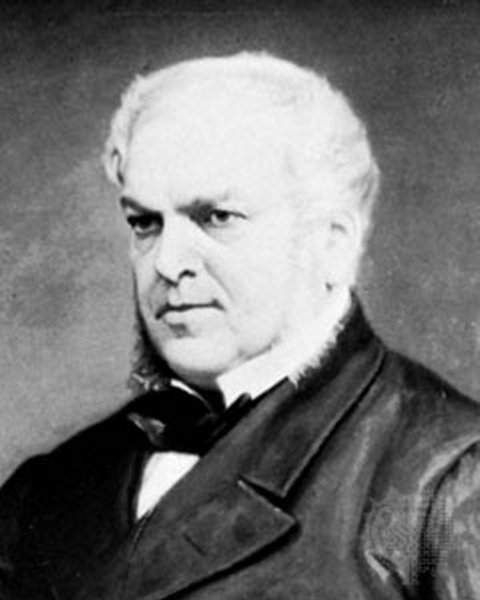
John Forster, com quem Landon esteve comprometida

Em 1826, o alto prestígio de Landon começou a sofrer quando surgiram rumores na imprensa marrom que ela teve casos amorosos ou que secretamente teve filhos. Landon continuou, no entanto, a publicar poesias, e em 1831 publicou seu primeiro romance, Romance and Reality. Ficou noiva de John Forster. Forster tomou conhecimento dos rumores sobre a atividade sexuais de Landon, e pediu-lhe para refutá-los. Landon respondeu que Forster deveria "fazer toda a investigação no [seu] poder," que Forster fez; porém, depois que ele pronunciou-se satisfeito da pureza de Landon, ela desmanchou o noivado. Para ele, ela escreveu:

Quanto mais penso, mais eu sinto que não deveria - que não posso - lhe permitir unir-se a uma acusada de - eu não posso escrever isto. A mera suspeita é terrível como a morte. Se fosse indicado como um fato, que pode ser refutado. Se fosse uma dificuldade de qualquer outro tipo, eu poderia dizer, Olhe para trás em cada ação da minha vida, pergunte a cada amigo que tenho. Mas que resposta eu posso dar ... ? Eu sinto que desistir de toda a ideia de uma ligação próxima e querida é mais meu dever do que seu....

Privadamente, porém, Landon afirmou que nunca se casaria com um homem que desconfiava dela. Em uma carta a Bulwer Lytton, escreveu que "se a sua proteção futura é para me perseguir e humilhar assim como faz atualmente - Deus me livre ... Eu não consigo superar toda a falta de delicadeza para comigo que pudesse repetir tal calúnia a mim mesma".
Após isto, Landon começou a "[falar] de se casar com qualquer um, e de querer fugir, da Inglaterra, e daqueles que não a compreendiam". Em outubro de 1836, Landon conheceu George Maclean, governador da Costa do Ouro (atual Gana), em um jantar, e os dois começaram um relacionamento. Maclean, porém, se mudou para a Escócia no início do ano seguinte, para surpresa e aflição de Landon e de seus amigos. Depois de muito estímulo, Maclean retornou à Inglaterra e ele e Landon se casaram pouco tempo depois, em 7 de junho de 1838. O casamento foi mantido em segredo, e Landon passou o primeiro mês dele morando com amigos. No início de julho, o casal embarcou para Cape Coast, aonde chegou em 16 de agosto. Dois meses depois, em 15 de outubro, Landon foi encontrada morta, com uma garrafa de ácido prússico na mão. Entre as poetisas do seu tempo a reconhecer e admirá-la estão: Elizabeth Barrett Browning, que escreveu "L.E.L.'s Last Question" em sua homenagem, e Christina Rossetti, que publicou um poema tributo intitulado "L.E.L" em seu volume de 1866 "The Prince's Progress and Other Poems".

## Fama
Sua fama, enquanto alta no século XIX, diminuiu durante a maior parte do século XX com a mudança do gosto literário, e a poesia de Landon foi percebida como demasiadamente simplista e sentimental. Nos últimos anos, no entanto, estudiosos e críticos têm cada vez mais estudado seu trabalho, começando por Germaine Greer na década de 1970. Críticos como Isobel Armstrong argumentam que a aparente simplicidade da poesia, como as de Landon, é enganosa, e que as poetisas do século XIX, muitas vezes empregavam um método de escrita que permite multiplicar os níveis simultâneos de significados.

## Obras
- The Easter Gift, A Religious Offering. Londres: Fisher, Son, & Co, 1832.
- The Book of Beauty; or, Regal Gallery. Londres: Rees, Orme, Brown, Green, and Longmans, 1833.
- "The Enchantress and Other Tales." The Novelists Magazine 1 (1833): 90-118.
- Ethel Churchill; or, The Two Brides. Londres: Henry Colburn, 1837.
- Duty and Inclination: A Novel. Londres: Henry Colburn, 1838.
- The Zenana, and minor poems of L.E.L. Londres: Fisher, Son & Co. 1839